# 비교신학
비교신학(Comparative theology)이란 단순히 종교들간에 비교 분석을 통한 차이점에 대한 연구가 아니다. 오히려 각각의 종교의 특징을 간직하면서 자신의 신학과 타 종교의 신학에 대한 이해를 구하는 신앙으로서, 특정한 신앙 전통에 뿌리를 두면서도 그 토대 위에서 타 신앙 전통들을 배우기를 시도함으로써 자신의 전통만이 아니라 타 전통들에서 신선한 신학적 통찰을 얻기 위한 신학이다. 이런점에서 기존의 비교종교학이나 종교철학과 차이점이 있다. 비교신학은 최근의 신학으로 "비교"와 "신학"이 창조적 긴장 관계에 있는 신학이다. 비교신학은 특정 종교 전통("신학")에 뿌리를 두면서 종교 간 깊은 배움("비교")에 전념하는 특정 유형의 신학적 실천의 학문이다. 많은 지지자들이 기독교 종교 전통에서 연구하지만, 모든 다른 종교 전통의 신학을 출발점으로 삼을 수 있다. 비교 신학은 객관적･중립적입장을 표방하면서 종교 현상을 탐구하는 근대 세속 학문 분야로서 비교 종교학(comparative religion)과 달리, 특정 종교 전통의 입장에서 타 종교를 이해하고 평가하는 종교 연구 방법론을 말한다.

## 비교신학의 기원과 최근의 흐름
김성원 박사의 최근 연구는 이 분야에 새로운 소개를 주고 있다. 그가 쓴 논문을 중심으로 비교 신학의 기원과 최근의 학자들의 동향을 살펴본다. 비교종교학이 객관적인 차원에서 종교학적 접근을 중심으로 시도되었던 것과 다르게, 새로운 시대적 신학지평의 가능성으로서 비교신학이란 신앙과 진리에 기반을 둔 것이다. 최근에 비교신학에 관에 관심을 가지고 있는 사람들은 키스 와드(Keith Ward), 로버트 네빌(Robert Neville), 프란시스 클루니(Francis X. Clooney) 등이 있다. 클루니는 가톨릭 교회의 배경을 갖고 다양한 종교 특히 힌두교와 기독교를 비교연구하면서 심오한 진리의 탐구를 시도하고 있다. 다종교 사회에서 기독교의 정체성을 공고히 하고 신학적 깊이를 더할 수 있는 면이 있고, 그러한 면에서 비교신학이 필요하다고 주장하면서 자신의 비교신학을 심화하고 있다. 그러나 최근에 비교신학이라는 말을 화두로 사용한 사람은 사실 클루니가 아니라 데이빗 트레시(David Tracy)가 1986년에 사용한 것이다. 트레시는 비교신학이라는 말을 처음으로『종교백과사전』(Encyclopedia of Religions)에서 사용하였다. 트레시가 언급하고 있는 “비교신학”의 핵심 내용은 신학적 작업은 결국 종교 간의 관계를 통해서 심화될 수밖에 없는 세상이 되었고, 종교적 경험도 종교 간의 관계와 해석에서 경험하게 될 것이기 때문에 비교신학은 앞으로 중요한 학문이라고 한 것이다. 그러나 트레시 자신은 비교신학을 적극적으로 시도하지 않았으며, 오히려 철학적인 해석학적 신학에 많은 기여를 하였다. 영국에서 활동하고 있는 키스 와드(Keith Ward)는 비교신학에서 적지 않은 기여를 하는 사람이다. 와드는 기독교 신학의 전통적인 개념들을 유대교, 이슬람교, 힌두교, 불교의 자료들을 근거로 재해석하고 있다. 기독교의 창조주 신에 대한 인간의 언어를 재해석함에 있어서 다른 종교에서 언급되고 있는 신적인 언어들을 탐구하여 우주론적 주제들을 다루면서 창조와 삼위일체를 심화하여 재해석하고 있다. 와드의 신학방법에서 독특한 것은 고백적 신학과 비교신학을 구분해서 서술하면서, 고백적 신학은 기독교의 절대성을 강조하는 반면, 비교신학은 세상에서 신의 광범위한 사역을 강조하는 것으로 기술하면서, 와드 자신은 고백적 신학의 입장이 아니라, 신의 광범위한 사역을 탐구하는 비교신학적 입장을 고수하는 것으로 언급하였다. 클루니는 와드의 방법에 긍정적인 입장을 취하면서도 와드에서 더 진전된 방향(“Ware-plus”)으로 나가야 한다고 주장하고 있다. 비교종교철학에서 주도적인 역할을 하는 로버트 네빌(Robert C. Neville)은 심오한 종교철학적 이론을 비교종교철학적 사유를 통해서 창의적으로 발전시키면서 선두적 위치에 나아가고 있다. 클루니는 네빌의 비교신학에 대해서 극찬을 하면서 크게 감탄을 드러내고 있다. 네빌은 미국의 실용주의 철학을 배경으로 접근하고 있으며, 과정사상과 유교사상을 다루고 있으며, 매우 심오한 비교신학적 이론을 제시하고있다. 네빌이 펼쳐낸 방대한 비교신학이론, 비교형이상학, 비교종교철학 등은 앞으로 많은 사람들이 관심을 가지고 분석하고 해석하고 평가하면서 적지 않은 지혜를 배우게 될 것으로 보인다. 네빌의 비교신학 이론은 선두적인 입장에서 복합적인 다작을 시도하고 있다. 하지만 네빌의 비교신학은 진리 추구를 우선적인 과제로 접근하기 때문에 기독교의 교회적 활용에서는 미흡함을 드러내고 있는 것이 사실이이라고 한다.